# Секст Варій Марцелл
Секст Варій Марцел (лат. Sextus Varius Marcellus; 165 р. — 215 р.) — римський аристократ з Амапеї, що в Сирії; чоловік Юлії Соемії; батько римського імператора Геліогабала (218—222).

## Походження та кар'єра
Про походження Марцелла відомо тільки те, що він народився і виріс в давньогрецькому місті Апамеї в Сирії та походив зі стану вершників.
Марцелл мав довгу, видатну політичну кар'єру, виконуючи різні відповідальні задачі. З 200 до 205 рр. Марцелл не займав ні військової, ні політичної позиції. Причиною цьому було те, що його кар'єра була заблокована. Впливовий преторіанський префект імператора Севера, Гай Фульвій Плавціан, намагався перешкодити виникненню інших впливових аристократів і навмисно тримав їх подалі від влади. Після того, як Гая Фульвія Плавціана було вбито в 205 році, кар'єра Марцелла змінилася.
Перша посада Марцелла ─ прокуратор водопостачання Рима, а це означало, що він був відповідальний за акведуки. Це була нормальна робота для людини, яка не належала до сенатської еліти Риму, а належала до стану вершників. Як новачку в римській політичній кар'єрі Марцеллу платили 100 тис. сестерціїв на рік. Мабуть, він добре виконував цю роботу, тому що його наступна посада ─ прокуратор Британії, а це означало, що він повинен був збирати податки в тій частині Римської імперії. На цій посаді він заробляв вже 200 тис. сестерціїв. На своїй третій посаді, Варій Марцелл отримував 300 тис. сестерціїв: тепер він відповідав за приватні фінанси імператора. На цій посаді він повинен був бути свідком передачі влади від Септимія Севера до його синів Каракалли і Гети, в лютому 211 року.

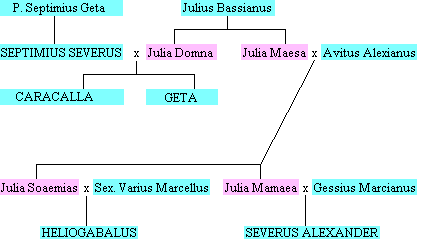
Родинне дерево Септимія Севера.

Два брата ненавиділи один одного, і до кінця поточного року Каракалла вбив Гета (грудень 211). Почалася серйозна криза, і Каракалла не довіряв преторіанському префекту і префекту міста. Варій Марцелл був поставлений на обох позиціях, і, після цього, прийнятий Сенат, в ранзі колишнього претора. Майже відразу ж він став префектом військової скарбниці, яка була досить цікава, так як в 212 році, Каракалла дав римське громадянство всім вільним жителям чоловічої статі Імперії, і одним із наслідків цього заходу було те, що всі вони повинні були заплатити 5 % податку на спадок, який був використаний для виплати пенсій легіонерам.

Остання посада згадувана на могильній плиті є губернаторство в Нумідії, яка не була його останнім завданням. Тому що він повинен був або ж померти в Нумідії, або відразу ж після його повернення в Рим, перш ніж він міг би досягти консульства і до смерті Каракалли ─ інакше ми б щось читали про його ставлення до Макріна. Секст Варій Марцелл займав дуже важливі пости, але помер раніше, ніж його заслуги були належним чином винагороджені.

## Шлюб і діти
Марцелл був одружений з римлянкою сирійського походження Юлією Соемією Бассіаною, дочкою Гая Юлія Авіта Алексіана та Юлії Мези, також вона була старшою сестрою Юлії Мамеї. Її тіткою по материнській лінії була Юлія Домна, а тому її чоловік, Септимій Север, доводився їй дядьком. Після того як Септимій Север приходить до влади, Соемія належить до королівської династії. Одружилися Секст Варій Марцелл та Юлія Соемія приблизно у 193 р., за деякими даними навіть у 200 р.. На жаль, ми не знаємо точну дату їхнього весілля, тому що, можливо, цей союз був частиною великої політичної гри. У 193 р. дядько Соемії, Септимій Север, неосподівано стає імператором і веде війну проти сирійського суперника на ім'я Песценній Нігер. Тому шлюб Соемії з сирійцем, можливо, мав зміцнити позиції Севера на сході.

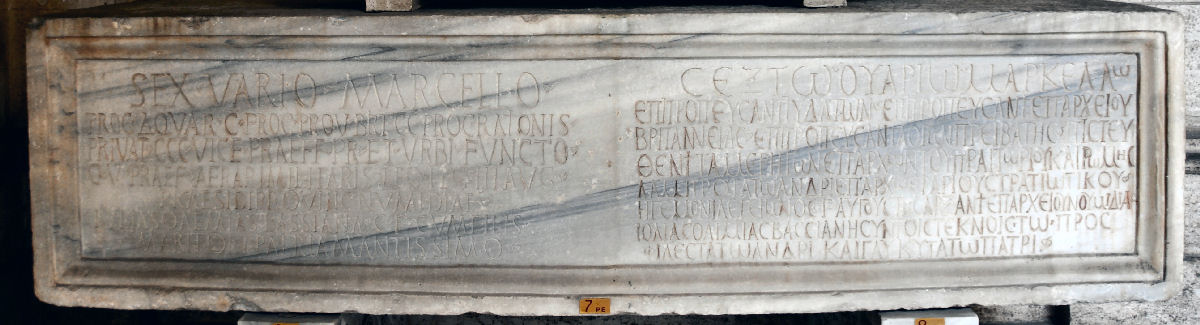
Надгробок Секста Варія Марцелла.

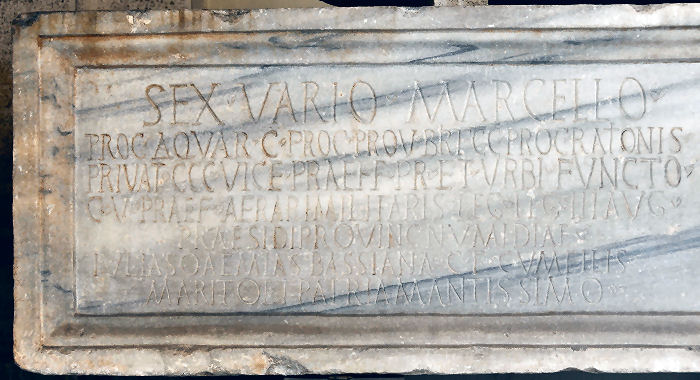
Грецький напис на труні Секста Варія Марцелла.

Дітей, у Марцелла та Соемії, як вважають деякі дослідники, було двоє. Первістком була дитина, ім'я якої ми не знаємо. Скоріш за все, їх перший син був названий на честь батька Марцелла, ім'я якого до нас також не дійшло. Другим сином був Секст Варій Авіт Бассіан, названий на честь батька Юлії Соемії — Авітом (саме це наводить на думку про існування старшого брата, названого в честь дідуся по батьковій лінії), який згодом став римським імператором Геліогабалом.

## Археологічні свідчення
Писемні докази про існування Марцелла збереглися. Після його смерті приблизно у 216 р. дружина та сини присвятили Варію надгробок, який був знайдений у Веллетрі, неподалеку від Риму. На надгробку збереглися написи двома мовами: латинською та грецькою, які були вперше опубліковані в Римі у 1765 р.. Написи розповідають про політичну кар'єру Марцелла, різні його звання, посади та призначення. Надгробок відомий вченим як CIL 10.6569, його можна знайти на Восьмикутному Подвір'ї у Ватиканському Музеї. Ось який напис на ньому приведений: «Сексту Варію Марцеллу: прокуратор водопостачання, який отримує 100 000 сестерціїв, прокуратор Британії, який отримує 200 000 сестерціїв, прокуратор
приватного грошового фонду, який отримує 300 000 сестерціїв, преторіанський префект та префект міста, сенатор, префект військової скарбниці, командир Третього Легіону Августа, губернатор Нумідії, Юлія Соемія Бассіана, донька Гая, зі своїми синами, [присвятили це] своєму чоловікові і найдорожчому батьку.»